# Konuško
Konuško – wieś w Słowenii, w gminie Šmarje pri Jelšah. W 2018 roku liczyła 31 mieszkańców.